# Villanueva (Nariño)

Villanueva es un centro poblado del municipio de Colón, que se encuentra a cinco horas de Pasto, la capital del departamento de Nariño, Colombia. Su gente se dedica a cultivar café y caña de azúcar. 
Este poblado pertenece al municipio de Colón Génova y esta en los límites entre Cauca y Nariño. La vía es destapada y limita con los municipios de San Pablo, La Unión, y La Cruz, todos estos pertenecientes a Nariño.

## Cultura
Por su clima predominante templado y cálido, sus gentes son muy alegres, cordiales y amables. A veces cuando llueve en esta localidad llueve muy fuerte. Celebran su fiesta patronal en honor a Nuestra Señora del Rosario, el segundo fin de semana del mes de octubre. También es importante rescatar la celebración del Carnaval de Negros y Blancos que va desde el 4 al 7 de enero, donde al igual que en la capital nariñense se puede observar desfiles de gran colorido, con las carrozas y comparsas y luego las verbenas populares. En cuanto a su gentilicio aún no se ha logrado establecer si es "villanuevense, villanuevero o villanuevuno", por lo cual se conserva y con gran aceptación "mineños" dado que antes de ser Villanueva el pueblo se llamaba Las Minas.
- Datos: Q9094096